# Жакейра (Пернамбуку)
Жакейра (порт. Jaqueira) — муниципалитет в Бразилии, входит в штат Пернамбуку. Составная часть мезорегиона Мата-Пернамбукана. Входит в экономико-статистический микрорегион Мата-Меридиунал-Пернамбукана. Население составляет 12 618 человек на 2007 год. Занимает площадь 89 км². Плотность населения — 142 чел./км².
Праздник города — 28 сентября.

## История
Город основан в 1904 году.

## Статистика
- Валовой внутренний продукт на 2005 год составляет 29 296 000 реалов (данные: Бразильский институт географии и статистики).
- Валовой внутренний продукт на душу населения на 2005 год составляет 2346 реалов (данные: Бразильский институт географии и статистики).
- Индекс развития человеческого потенциала на 2000 год составляет 0,588 (данные: Программа развития ООН).